# Karlman (majordom)
Karlman, frankovski vojskovodja, majordom Avstrazije, * okoli 714, † 17. avgust 754, Vienne.
Kot legitimni sin Karla Martela in Hrotrude je po očetovi smrti leta  741 nasledil del frankovskega ozemlja in postal majordom Avstrazije, medtem ko je njegov brat Pipin Mali prevzel ozemlje Nevstrije. Na pobudo Karlmana je bil v letu 743 po 6 letih ponovno ustoličen frankovski kralj, poslednji Meroving, Hilderik III. V letih 742 in 745 sta si Karlman in Pipin Mali pomagala v bojih proti vojvodu Hunoldu Akvitanskemu, Sasom in Odilu Bavarskemu; s slednjim je bil dosežen mir po njegovi poroki z njuno sestro Hiltrudo. Po vrsti oboroženih uporov je dal Karlman leta 746 sklicati v Cannstattu zbor alemanskih plemičev, na katerem jih je dal zapreti nato pa na krvnem sodišču zaradi veleizdaje usmrtiti, s čimer je prenehala obstajati vojvodina Alemanija.
15. avgusta 747 se je Karlman odpovedal svojemu položaju in se posvetil meniškemu življenju. Po ustanovitvi samostana pod goro Soracte v bližini Rima je odšel v Monte Cassino, kjer je preživel večino časa. V letu 754 je na prošnjo papeža Štefana II. Pipinu Malemu za pomoč proti Langobardom odšel na pot k svojemu bratu, da bi ga odvrnil od pohoda v Italijo, vendar ga je le-ta dal v kraju Vienne južno od Lyona zapreti, kjer je kmalu zatem umrl. Pokopan je v opatiji Monte Cassino.